# Hermann Glettler
Hermann Glettler (ur. 8 stycznia 1965 w Übelbach) – austriacki biskup rzymskokatolicki, biskup diecezjalny Innsbrucku od 2017.

## Życiorys
Święcenia kapłańskie otrzymał 23 czerwca 1991 i został inkardynowany do diecezji Graz-Seckau. Był m.in. diecezjalnym duszpasterzem młodzieży, proboszczem parafii w Grazu i Karlau oraz wikariuszem biskupim ds. ewangelizacji i Caritasu.
27 września 2017 papież Franciszek mianował go biskupem diecezjalnym Innsbrucku. Sakrę biskupią przyjął 2 grudnia tegoż roku z rąk prymasa Germanii, abpa Franza Lacknera.